# Andrijiwśkyj uzwiz
Andrijiwśkyj uzwiz (ukr. Андріївський узвіз) – zabytkowa ulica w Kijowie, łącząca Górne Miasto (Stary Kijów) z historyczną dzielnicą handlową Padół. Ulica ta, często określana przez przewodników jako „Montmartre Kijowa”, jest jedną z głównych atrakcji turystycznych stolicy Ukrainy.
Andrijiwśkyj uzwiz znajduje się na liście narodowych zabytków Ukrainy zgodnie z odpowiednią uchwałą rządową.

## Charakterystyka
Zjazd ma długość około 720 metrów i wyłożony jest brukiem. Rozpoczyna się przy końcu ulicy Wołodymyrskiej i stromym łukiem opada wokół Góry Zamkowej, kończąc się w pobliżu Kontraktowa Płoszcza.
Przy ulicy znajduje się wiele historycznych obiektów, w tym:
- Zamek Ryszarda Lwie Serce (neogotycki budynek z pocz. XX wieku)[6],
- Cerkiew Świętego Andrzeja z XVIII wieku, przykład baroku ukraińskiego,
- dom Michaiła Bułhakowa – muzeum poświęcone znanemu rosyjskiemu pisarzowi,
- liczne galerie sztuki, muzea, pomniki i stoiska z pamiątkami[5].

Znajdują się tam również inne charakterystyczne punkty, w tym:
- Muzeum Jednej Ulicy,
- pomnik Michaiła Bułhakowa, odsłonięty w 2007[7],
- pomnik Proni Prokopiwnej i Swyryda Hołohwastowa, bohaterów komedii Za dwoma zającami Mychajła Staryckiego[8],

- pomnik Jarosława I Mądrego,
- pomnik Tarasa Szewczenki[9].

## Historia
Pierwotnie był to stromy szlak, który przez wieki pozostawał niezamieszkany z powodu trudnych warunków terenowych. Dopiero w 1711, na polecenie gubernatora Dmitrija Golicyna, droga została poszerzona, umożliwiając przejazd wozom konnym i wołowym.
W XVIII i XIX wieku ulica była zamieszkana głównie przez kupców i rzemieślników. W tym okresie powstały liczne budynki mieszkalne i handlowe, które nadały ulicy jej charakterystyczny wygląd. W 1920, w czasach radzieckich, ulica została przemianowana na cześć rewolucjonisty Gieorgija Liwera, jednak w 1944 przywrócono jej historyczną nazwę.
W latach 80. XX wieku przeprowadzono gruntowną rekonstrukcję ulicy, przywracając jej dawny blask. Jednak w 2012 roku doszło do kontrowersyjnej rozbiórki kilku zabytkowych budynków, co wywołało protesty społeczne. W odpowiedzi na krytykę inwestorzy zobowiązali się do odbudowy zniszczonych fasad i stworzenia centrum kulturalnego w miejscu wyburzonych obiektów.
Dziś Andrijiwśkyj uzwiz jest popularnym miejscem turystycznym, pełnym galerii sztuki, kawiarni i sklepów z pamiątkami. Ulica ta jest również miejscem licznych festiwali i wydarzeń kulturalnych, przyciągającym zarówno mieszkańców, jak i turystów.
23 czerwca 2009 Rada Miejska Kijowa zatwierdziła projekt rekonstrukcji ulicy, który rok wcześniej ogłosił ówczesny mer Łeonid Czernowecki. Chociaż dokładny harmonogram prac nie został przyjęty, środki na realizację projektu zostały ujęte w budżecie miasta na rok 2010.